# Pas de deux (film)
Pas de deux je dánský němý film z roku 1902. Režisérem je Peter Elfelt (1866–1931). Film trvá necelou jednu minutu. Pas de deux znamená tanec ve dvou.

## Děj
Film zachycuje krátký baletní kousek v podání Margrete Andersen a Clary Pontoppidan.